# Herinneringsmedaille voor de Kruistocht tegen het Communisme
De Herinneringsmedaille voor de Kruistocht tegen het Communisme (Roemeens: Medalia comemorativa Cruciada Impotriva Comunismului) werd ingesteld bij het Koninklijk Besluit no. 1014 door de koning Michaël I van Roemenië.

## Toekenningsvoorwaarden
Het werd ingesteld als erkenning voor de verdienste van het Roemeense militairen, burgerpersoneel en Asmogendheden militairen opererend aan het oost- en thuisfront. De medaille werd meestal aangeboden in een eenvoudige papieren zakje, maar ook in kleine rode of bruine doosjes met een witte inleg. Op de bovenkant stond in gouden letters geschreven: MONEARIA NATIONALA.

## Uiterlijk
De herinneringsmedaille had een diameter van 31.5 mm met een randdikte van ongeveer 2 mm. Het werd vervaardigd uit brons en non-ferrometaal. De voorzijde van de medaille toont het hoofd van een vrouw met lange vlechten, zijwaarts weergegeven, naar rechts gedraaid. De afgebeelde vrouw lijkt erg op een afbeelding van Helvetia. Onder de afbeelding van de vrouw is soms de handtekening van "P. Grant" te lezen. Onder het borstbeeld staat het opschrift ROMANIA RECUNOSCATOARE (de dankbaarheid van Roemenië). Op de achterkant van de medaille staat in het midden een kruis pattée, met op de voorgrond een hand met een zwaard die naar hemel reiken. Het zwaard scheidt in de bovenarm van het kruis pattée het jaartal 19 41. Het omschrift is in hoofdletters + CRUCIADA IMPOTRIVA + COMUNISMULUI (kruistocht tegen het communisme).

## Gespen
Voor de frontstrijders werden gespen met de aanduiding van het strijdtoneel of het slagveld aan de medaille toegekend. Voor burgers of oorlogsdeelnemers in de achterhoede gelegen legergebied werd de medaille over het algemeen uitgereikt zonder gespen. De gespen waren in brons of verzilverd. De gespen zelf waren bevestigd (gebogen) aan de achterkant van het medaille lint met twee zijdelings bevestigde buigriemen. De breedte varieerde van 25 mm of 35 mm, afhankelijk van de breedte van het toegekende lint.
Tot nu toe zijn er 11 officiële en 3 onofficiële gespen bekend:
- Azov
- Basarabia
- Bucovina
- Bug
- Krim
- Dobrogea
- Donet
- Nipru
- Nistru
- Odessa
- Marea Neagra (vanaf 16 juli 1942)
- Caucaz (onofficiële gesp)
- Calmucia (onofficiële gesp)
- Stalingrad (onofficiële gesp)

De zeldzaamste van alle gespen was die van Stalingrad. Het grotendeels is te wijten aan het feit dat maar heel weinig Axis de Slag om Stalingrad hebben overleefd. De gedecoreerden werden gevangengenomen, verloren of gooiden hun onderscheidingen vaak weg, of het werd in beslag genomen.
Op het gesp staat links en recht een Balkenkreuz. Op elk van de vier armen staat het letterteken M. Deze letter staat voor Mihai I van Roemenië, de grondlegger van de medaille.
Als de gedecoreerde in bezit was van meerdere gespen, mocht alleen de gesp van de laatste gevechtsactie in het zilver gedragen worden.

## Draagwijze
De herinneringsmedaille werd gedragen aan een donkerrood lint met zilveren zijstrepen en een geribbelde middenstreep in de kleuren blauw, geel en rood, de nationale kleuren van Roemenië, aan de linkerkant van de borst. De dag na de uitreiking werd het alleen nog toegestaan als batons van de "Feldspange" gedragen.
De herinneringsmedaille werd geproduceerd door een aantal firma's in Roemenië. Het werd ook onder licentie gemaakt door de Duitse maker C.E. Junker uit Berlijn.

## Overige
Vanaf 23 augustus 1944, de dag dat Roemenië de oorlog verklaarde aan het Groot-Duitse Rijk, was het voor Duitse Wehrmachtsleden strafbaar om Roemeense onderscheidingen te dragen.
Volgens het Gesetz über Titel, Orden und Ehrenzeichen van 26 juli 1957 (§6 paragraaf 1 nummer 4) mogen onderscheidingen van voormalige geallieerde landen in de Tweede Wereldoorlog nog steeds worden gedragen.

## Gedecoreerde
- Ludolf-Hermann von Alvensleben